# Ctenoplectron
Ctenoplectron es un género de coleóptero de la familia Tetratomidae.

## Especies
Las especies de este género son:
- Ctenoplectron agile
- Ctenoplectron coloratum
- Ctenoplectron costatum
- Ctenoplectron dignum
- Ctenoplectron fasciatum
- Ctenoplectron fuliginosum
- Ctenoplectron maculatum
- Ctenoplectron sericeum